# Вунтут (национальный парк)
Национальный парк Вунтут (англ. Vuntut National Park, фр. Parc national Vuntut) — национальный парк Канады, расположенный на севере канадской территории Юкон. Парк создан в 1995 году в результате подписания соглашения с индейской общиной Вунтут-Гвичин, которой принадлежат земли.

## Границы
Парк расположен в северной части равнин Олд-Кроу, водно-болотных угодий, охраняемых Рамсарской конвенцией. На севере парк граничит с национальным парком Иввавик, на западе находится граница с Аляской, США, за которой расположен Национальный арктический заповедник дикой природы, на востоке граница парка проходит по реке Блэк-Фокс-Крик до впадания её в реку Олд-Кроу, которая является южной границей парка.

## Культурное наследие
На языке гвичин название парка означает «среди озёр». Несмотря на то, что на территории парка не было найдено постоянных поселений, гвичины использовали земли сезонно на протяжении нескольких столетий. Охота на карибу была и остаётся основным занятием общины.

## Флора и фауна
В парке обитает одно из самых больших стад оленей карибу в Северной Америке. Поголовье насчитывает около 112 тысяч особей. Более полумиллиона птиц устраивают гнездовья на равнинах Олд-Кроу, где выращивают птенцов. На многочисленных озёрах парка обитает большое количество ондатр. Кроме того, в парке обитают медведи гризли, чёрные медведи, волки, россомахи, куницы, норки, лисы, рыси.